# 钻地风
钻地风（学名：Schizophragma integrifolium）为虎耳草科钻地风属下的一个种。生長於海拔400米至3,300米的地區，多生在路旁、林下和山溝谷低，分布於日本，朝鮮，歐洲，北美和中國等地。

## 扩展阅读
- 維基物種上的相關：钻地风